# Bancharampur Upazila
Bancharampur Upazila är ett underdistrikt i Bangladesh. Det ligger i den centrala delen av landet, 40 kilometer öster om huvudstaden Dhaka.
Trakten runt Bancharampur Upazila består till största delen av jordbruksmark. Runt Bancharampur Upazila är det mycket tätbefolkat, med 1 754 invånare per kvadratkilometer.